# Styckning (får)

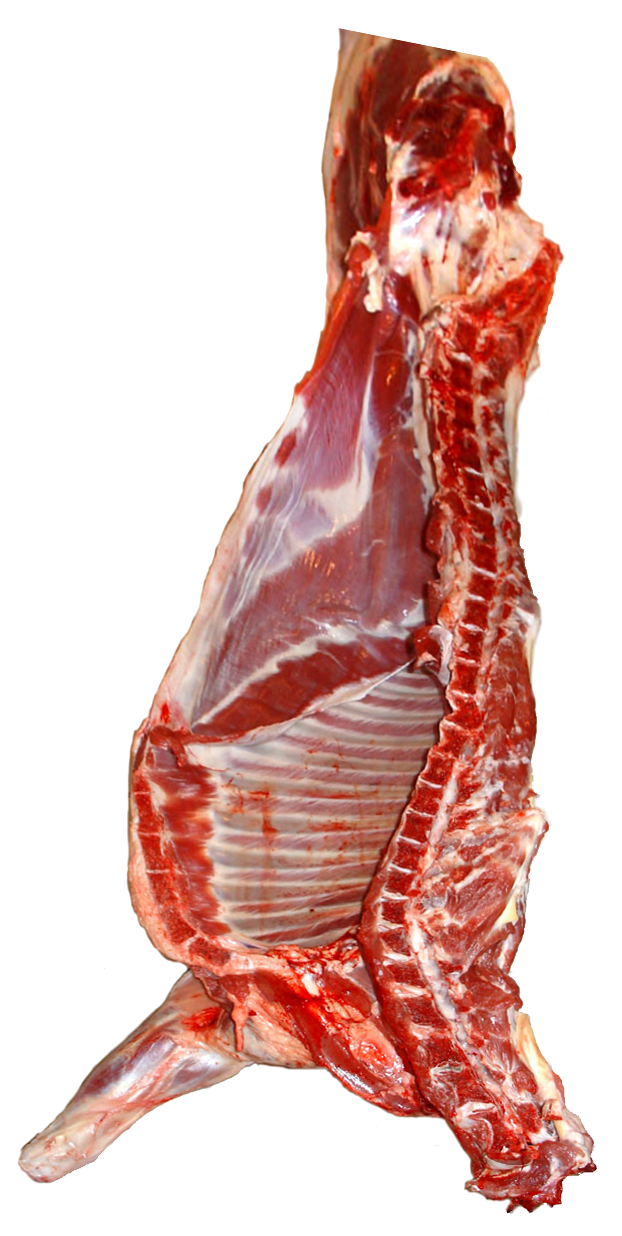
En halv slaktkropp av lamm.

Lamm och får styckas på olika sätt beroende på land och tradition. Anatomiskt är lamm och får likartade med nöt och gris, men lammets muskler är små, och bitar med samma kok- och stekegenskaper får ofta sitta ihop i styckningen.
I Sverige brukar beteckningen lammkött innebära att djuret var 6-12 månader vid slakt, medan äldre djur som själva lammat saluförs som fårkött. Förr åt man främst fårkött, medan lamm var en lyxvara. Idag står det milda lammköttet för den helt övervägande konsumtionen, och bara en sjättedel av fåren slaktas som baggar och tackor.

## Delar

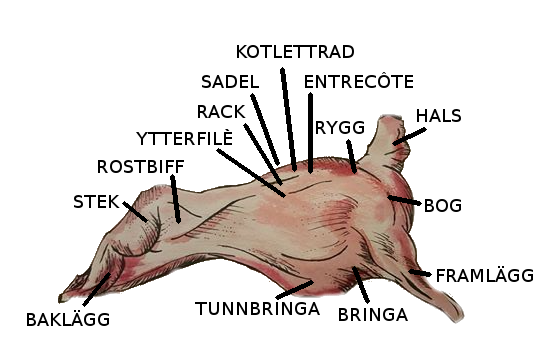
Viktiga styckbitar från lamm enligt svensk tradition

Styckningsschema för lamm enligt brittisk tradition

Lamm delas ofta in i framdel, bakdel och mellandel eller fransyska. Framdelen inkluderar nacken, axeln, frambenen och revbenen upp till skulderbladet, och delas upp vidare i rygg och bog. Från mellandelen tas sadel, kotletter, tunnbringa och revben. Bakdelen inkluderar bakbenen och höften. 

## Styckdetaljer
- Kotlett
- Bringa
- Bog
- Entrecôte
- Grytbitar
- Färs
- Lägg
- Njure
- Racks
- Lammrostbiff
- Stek
- Fiol

## Smak och tillagning

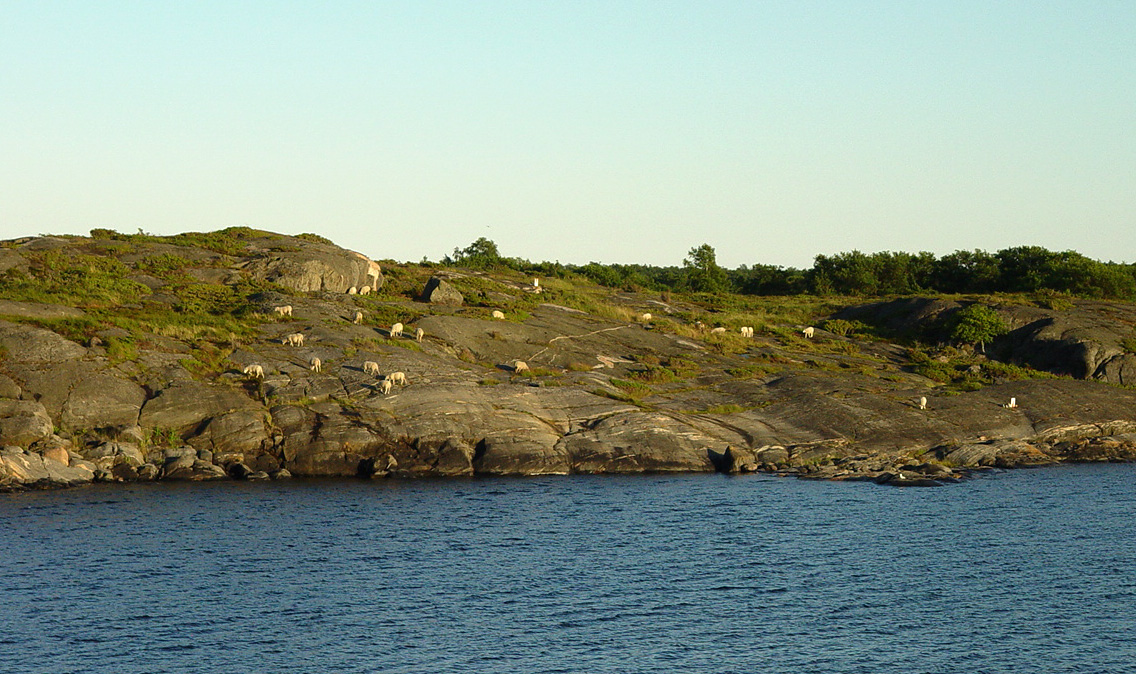
Betande får på Åland. Betets karaktär påverkar köttets smak.

Jämfört med nötkött är lamm ljusare och mer grått i färgen. Det är relativt fett och får därför mycket smak och karaktär. Det saluförs ofta som en delikatess.
Lammkött är lättare och mörare än fårkött, som har en tydligare smak. Köttet är ljusare, mörare och mildare ju yngre djuret är.
Fårkött är mer smakrikt. Det kan också kräva längre tillagning än lamm, och lämpar sig bra i grytor. Vitlök och rosmarin är en klassisk smaksättning. I synnerhet äldre djur får på grund av högre koncentrationer av fettsyror en speciell smak som lammet saknar; somliga uppskattar smaken medan andra beskriver den som en ton av ull, till exempel i strofen "lamm smakar som kofta", som populariserades i Hans Alfredsons barnsång "Blommig falukorv" från 1965, en tid när fårkött var mycket vanligare än idag. 
Rygg, bog, bringa och lägg är utmärkt kokkött och säljs ofta som grytbitar. Lammstek är en mör del från bakdelen, som lämpar sig för stekning i ugn.
Smaken påverkas av vad lammet äter; det sägs till exempel att åländskt lammkött kan smaka vildtimjan, medan kött från svenska beteslamm har en friskare ängssmak.